# 4-ビニルグアイアコール
4-ビニルグアイアコールは化学式C9H10O2で表されるフェノール類の一種である。4-VGとも略記される。フェノールの2位にメトキシ基、4位にビニル基を持つ構造から、2-メトキシ-4-ビニルフェノールとも呼ばれる。グアイアコールには「グアイヤコール」「グアヤコール」の表記ゆれが見られる。

## 生成
ワインの醸造において、ブドウの果汁に含まれる無臭のフェルラ酸を出発点とし、出芽酵母（Saccharomyces cerevisiae）中の脱炭酸酵素4-ヒドロキシケイ皮酸デカルボキシラーゼにより4-ビニルグアイアコールが生成される。白ワインでの反応はここまでであるが、赤ワインでは4-VGがさらに酸化還元酵素のビニルフェノールレダクターゼにより4-エチルグアイアコールに変換される。フェルラ酸の代わりにp-クマル酸を出発点とする場合には、同様の経路で4-ビニルフェノール（4-VP）を経て4-エチルフェノール（4-EP）となる。
ワイン酵母やビール酵母には4-VGの生成活性を持つが、焼酎酵母や清酒酵母にはこの活性を持たないことが酒類総合研究所の向井伸彦らにより報告されている。焼酎やビールの製造においては加熱工程でフェルラ酸が脱炭酸し、4-VGが生じる。清酒では、麹やもろみから採取されたバチルス・チューリンゲンシスおよびブドウ球菌のStaphylococcus gallinarumにフェルラ酸から4-VG、p-クマル酸から4-VPへの変換能を持つ株が発見された。泡盛の古酒香の1つであるバニリンは、フェルラ酸の脱炭酸反応によって生じた4-VGの酸化によって生成されることが知られている。焼酎および泡盛醸造におけるフェルラ酸の脱炭酸反応は，蒸留時の加熱が1つの要因であるが、泡盛実用菌株においては黒麹菌の持つフェノール酸脱炭酸酵素が主要因であることが示されている。

## 香りの表現
特異臭を持ち、「クローブ」、「カーネーションの花」などと表現される。清酒では「煙臭」「薬品臭」「香辛料臭」と呼ばれるオフフレーバーとなる